# Ямщикова Ольга Миколаївна
Ольга Миколаївна Ямщикова (6 червня 1914 — 31 серпня 1982) – льотчик-винищувач, командирка ескадрильї 586 ІАП. Здійснила 217 бойових вильотів, провела 93 повітряні бої, збила 3 ворожих літаки.
У 1945 році відряджена на випробувальну роботу в НДІ ВПС. Брала участь у випробуваннях Як-9, Ла-11, Як-15, МіГ-15 і L-29. Всього освоїла близько 40 типів літаків, зробила понад 8000 вильотів, загальний наліт сягає близько 3000 годин.
Нагороджена орденом Великої Вітчизняної війни 1-го ступеня., Двома орденами Червоної Зірки, орденом Трудового Червоного Прапору, а також медалями.
За спогадами М.Л. Попович, Ольгу Миколаївну прозвали «бабусею російської авіації».